# Симпсон, Ронни
Рональд «Ронни» Кэмпбелл Симпсон (англ. Ronald «Ronnie» Campbell Simpson; 11 октября 1930, Глазго, Шотландия — 19 апреля 2004, Глазго, Шотландия) — шотландский футбольный вратарь. В значительной степени известен своими выступлениями за «Селтик», в котором стал одним из «Лиссабонских львов» — игроков первой британской команды, победившей в Кубке Европейских Чемпионов в 1967 году. Ранее в свой карьере Симпсон дважды выигрывал Кубок Англии в составе «Ньюкасл Юнайтед». Также он выступал за «Куинз Парк Рейнджерс», «Терд Ланарк», «Хиберниан». В 1948 году Симпсон представлял Великобританию на Олимпийских играх. Тем не менее за сборную Шотландии он впервые выступил лишь в 1967 году, став её самым возрастным дебютантом (36 лет). Это была известнейшая победа со счетом 3:2 над тогдашними чемпионами мира англичанами на «Уэмбли».

## Достижения
Командные
- «Ньюкасл Юнайтед»
  - Обладатель Кубка Англии (2): 1952, 1955

- «Селтик»
  - Обладатель Кубка европейских чемпионов: 1966/67
  - Чемпион Шотландии (4): 1965/66, 1966/67, 1967/68, 1968/69
  - Обладатель Кубка Шотландии: 1966/67
  - Обладатель Кубка шотландской лиги (3): 1965/66, 1966/67, 1967/68
  - Обладатель Кубка Глазго (2): 1966/67, 1967/68

Личные
- Игрок года по версии Шотландской ассоциации футбольных журналистов: 1967